# Отсутствующий землевладелец
Отсутствующий землевладелец — владелец земли, не живший в поместье, с которого получал доход. Такие землевладельцы часто встречались в дореволюционной Франции и Ирландии, где в результате конфискаций ирландские поместья перешли во владения англичан, а также в России XVII—XIX веков, когда часть дворянства служила в армии или государственных учреждениях, расположенных в крупных городах, в основном в Петербурге и Москве. Часть британских землевладельцев заботилось о благосостоянии своих арендаторов, в то время как другие сдавали землю в краткосрочную аренду, чтобы чаще поднимать арендную плату и выселять тех, кто не в состоянии платить. «Поместья без помещиков» находились в руках наёмных управляющих. Деятельность одного из них, Чарльза Бойкотта, в 1880-е годы привела в такую ярость ирландских арендаторов, что они отказались собирать для него урожай — так появился термин «бойкот».